# Harry Cording
Harry Cording, né le 26 avril 1891 à Wellington, dans le Somerset, en Angleterre, et mort le 1er septembre 1954 à Sun Valley (Los Angeles), est un acteur britannique.

## Biographie
Après avoir fait ses études en Angleterre, Harry Cording s'installe définitivement à Los Angeles, en Californie, où il fait ses débuts dans la carrière cinématographique. Son premier rôle est celui d'un homme de main The Knockout (1925). Il apparaît dans de nombreux films hollywoodiens entre les années 1920 et les années 1950. En raison de son imposante stature (six pieds), « Harry, l'homme de main » a principalement des rôles de voyous, d'hommes de main et de policiers.
Ses rôles les plus notables de Cording sont ceux du capitaine de la garde crapuleux dans Les Aventures de Robin des Bois (1938) d'Errol Flynn et de Thamal, l'homme de main dans Le Chat noir, un film catégorisé Universal Monsters de Bela Lugosi en 1934. Sous contrat chez Universal dans les années 1940, il reçoit de petits rôles dans beaucoup de leurs films d'horreur, comme dans Le Loup-garou (The Wolf Man). Il a également reçu des rôles de soutien dans huit des quatorze films des Universal Studios de leur série des Sherlock Holmes avec Basil Rathbone.

## Filmographie partielle
- 1925 : The Knockout de Lambert Hillyer : Steve McKenna
- 1928 : Les Fautes d'un père (Sins of the Fathers) de Ludwig Berger : Le pirate de l'air
- 1928 : Feel My Pulse de Gregory La Cava
- 1928 : 5000 dollars offerts (Daredevil's Reward) d'Eugene Forde
- 1929 : Tempête (The Squall) de Alexander Korda : Peter
- 1929 : L'Île des navires perdus (The Isle of Lost Ships) de Irvin Willat : Gallagher
- 1929 : Christina de William K. Howard
- 1929 : Le Forban (The Rescue) de Herbert Brenon
- 1931 : L'Honneur de la famille (Honor of the Family) de Lloyd Bacon : Kouski
- 1931 : The Right of Way de Frank Lloyd
- 1932 : Le Monde et la Chair (The World and the Flesh) de John Cromwell
- 1933 : Scandales romains (Roman Scandals) de Frank Tuttle
- 1934 : Le Chat noir (The Black Cat) de Edgar G. Ulmer : Thamal
- 1936 : Daniel Boone de David Howard : Joe Burch
- 1937 : Michel Strogoff (The Soldier and the Lady) de George Nichols Jr. : Un paysan (non crédité)
- 1938 : Un conte de Noël (A Christmas Carol) de Edwin L. Marin
- 1938 : Painted Desert de David Howard
- 1939 : Les Maîtres de la mer (Rulers of the Sea) de Frank Lloyd
- 1939 : À chaque aube je meurs (Each Dawn I Die) de William Keighley : Temple
- 1942 : Les Mille et Une Nuits (Arabian Nights) de John Rawlins : Un forgeron
- 1943 : Sherlock Holmes et l'Arme secrète (Sherlock Holmes and the Secret Weapon) de Roy William Neill : Jack Brady
- 1943 : La Nuit sans lune (The Moon Is Down) de Irving Pichel
- 1944 : Ali Baba et les Quarante Voleurs (Ali Baba and the Forty Thieves) de Arthur Lubin : Mahmoud
- 1944 : L'Imposteur (The Impostor), de Julien Duvivier : Le capitaine du navire
- 1944 : The Hour Before the Dawn de Frank Tuttle : Sam
- 1944 : The Great Alaskan Mystery de Lewis D. Collins et Ray Taylor : Capitaine Greeder
- 1945 : The Fatal Witness de Lesley Selander : Gus
- 1946 : Hot Cargo, de Lew Landers : Matt Wayne
- 1946 : La Clef (Dressed to Kill) de Roy William Neill : Hamid
- 1946 : Le Train de la mort (Terror by Night) de Roy William Neill : Mock, le charpentier
- 1949 : Aventure en Irlande (The Fighting O'Flynn)  de Arthur Pierson
- 1950 : Jean Lafitte, dernier des corsaires (Last of the Buccaneers) de Lew Landers : Cragg Brown
- 1950 : Les Nouvelles Aventures du capitaine Blood (Fortunes of Captain Blood) de Gordon Douglas : Will Ward
- 1951 : La Bagarre de Santa Fe (Santa Fe) d'Irving Pichel : Moose Legrande
- 1951 : Sirocco de Curtis Bernhardt
- 1951 : L'Épée de Monte Cristo (Mask of the Avenger) de Phil Karlson : Zio d'Orsini
- 1951 : Le Château de la terreur (The Strange Door) de Joseph Pevney : Un garde (non crédité)
- 1952 : À l'abordage (Against All Flags) de George Sherman : Gow
- 1952 : La Vallée des géants (The Big Trees) de Felix E. Feist : Cleve Gregg
- 1954 : L'Assassin parmi eux (Down Three Dark Streets) de Arnold Laven